# Your Lucky Day in Hell
Your Lucky Day in Hell är en låt och singel av Eels. Singeln släpptes år 1996 i Storbritannien på cd och 1997 på 7"-vinyl. Den brittiska utgåvan släpptes i två versioner, en med fyra låtar och en med tre. Låten första utgåvan, med fyra låtar, är Mental (LP-version).

## Låtlista

### Brittiska CD-utgåvan
1. Your Lucky Day in Hell
2. Susan's Apartment
3. Mental (LP-version)
4. Altar Boy (tidigare outgiven)

### Kassettutgåvan
1. Your Lucky Day in Hell (LP-version)
2. Altar Boy (tidigare outgiven)

### 7"-vinyl

#### Sida A
1. Your Lucky Day in Hell (LP-version)

#### Sida B
1. Altar Boy (tidigare outgiven)